# Алберто Вернет Басуалдо
Алберто Вернет Басуалдо (шп. Alberto Vernet Basualdo; 8. јун 1982) професионални је рагбиста и репрезентативац Аргентине.

## Каријера
Његова позиција је талонер.

### Клупска каријера
Играо је у Аргентини за РК Алумни, до 2007, када је потписао за најтрофејнији француски рагби клуб Стад Тулуз. На рагбију је тешко повредио врат 2005, али се опоравио. За Тулуз је одиграо 70 утакмица, како у Француској првој лиги, тако и у купу европских шампиона и постигао 2 есеја. Био је важан шраф у екипи Тулуза која је освојила титулу првака Француске и титулу првака Старог континента.

### Репрезентација Аргентине
За "Пуме" је дебитовао 4. децембра 2004. Био је део селекције Аргентине на светском купу одржаном у Француској 2007.

## Успеси
Куп европских шампиона у рагбију, са Тулузом 2010.
Титула првака Француске, са Тулузом 2008, 2011.
Бронзана медаља са репрезентацијом Аргентине на светском првенству 2007.